# 安惇
安惇（11世纪—1104年），字处厚，广安军（今四川省广安市）人，北宋大臣。
安惇由上舍生及第，调任成都府教授。上书讨论学制，被召见入对，擢升为监察御史。宋哲宗初政，允许察官上书言事，谏议大夫孙觉请淘汰不能干的人，诏命刘挚推选，于是罢安惇为利州路转运判官，历任夔州路、荆湖北路、江南东路三路。
绍圣初年，安惇被召为国子司业，三次转任为谏议大夫。章惇、蔡卞制造同文馆谤狱，让蔡京与安惇处理，二人放纵他们的忌恨之心，上言：“司马光、刘挚、梁焘、吕大防等勾结陈衍之徒，变先帝成法，害怕陛下一旦亲政，一定有欺君之罪而被诛杀，于是秘密设计颠覆计划。于是疏隔两宫，排斥皇帝亲近的内侍，以去陛下心腹；废顾命大臣，以翦陛下羽翼。释放先帝所定罪人，收用先帝所放弃的人。目无君主的罪恶，同司马昭之心；擅权的事迹，超过赵高指鹿为马。对比追询究其本末，发现其中的情况，大逆不道，死有余责。”宋哲宗问：“元祐党人真的这样吗？”安惇、蔡京回答：“真的有这种心思，就是反形未露而已。”宋哲宗于是诛杀陈衍，禁锢刘挚、梁焘子孙。安惇转任御史中丞。
刘皇后被册封的时候，百官仗卫在大庭肃立，当天天气晴朗，安惇巍然站立朝班之中，说道：“今日之事，上当天心，下合人望。”朝士都笑话他奸佞。又审理邹浩之事，檄告广东使者钟正甫在新州摄治，士大夫有的在千里之外被逮捕，接着蹇序辰当初的议论，查阅诉理书牍，遭祸的有七八百人，天下怨恨，有二蔡、二惇的歌谣（蔡京、蔡卞、章惇、安惇）。
宋徽宗非常讨厌安惇。邹浩还朝，安惇说：“邹浩如果再行任用，恐怕彰显先帝的过失。”皇帝说：“立后是大事。御史中丞不言，只有邹浩敢言，为什么不可再行任用？”安惇害怕于是退下。陈瓘请求说：“陛下想要开正路，选取邹浩之前的好处，安惇蛊惑圣听，规劝皇帝放纵私心，如果明示好恶，当以安惇开始。”于是安惇以宝文阁待制知潭州，不久放归田里。
蔡京为相，他又担任工部侍郎、兵部尚书。崇宁二年（1103年），同知枢密院。崇宁三年（1104年）十二月去世，赠特进。
长子安郊，后因为指斥皇帝被诛杀。次子安邦流放涪州，追贬安惇单州团练副使，他的后嗣断绝。时人以为这是安惇平生多次陷害忠良的报应。 

## 延伸阅读
[在维基数据编辑]
 《宋史·卷471》，出自脱脱《宋史》